# Aristobule IV
Pour les articles homonymes, voir Aristobule.
Aristobule IV (né v. 35 av. J.-C., mort en 7 av. J.-C.) est le fils d'Hérode le Grand et de la princesse hasmonéenne Mariamne l'Hasmonéenne. Il est mis à mort par son père en 7 av. J.-C. Les intrigues de palais et notamment les propos d'Antipater, un autre fils qu'Hérode a eu avec Doris, ont convaincu le roi de Judée qu'Alexandre et Aristobule IV, les deux fils qu'il avait eus avec Mariamne l'Hasmonéenne, complotaient contre lui. Il les fait jeter en prison, puis exécuter. Auparavant, en -29, Hérode a déjà fait exécuter Mariamne et, l'année suivante, Alexandra, la mère de celle-ci.
Il laisse trois fils dont deux règneront en leurs temps, Hérode Agrippa Ier (mort vers 44,), et Hérode de Chalcis (mort en 48). Le troisième fils est Aristobule le Mineur. Il est aussi le père d'Hérodiade, la mère de Salomé, qui ont toutes deux été rendues célèbres par les évangiles ou la tradition chrétienne.